# Eidgenössische Volksinitiative «Für ein Verbot der Finanzierung von Kriegsmaterialproduzenten»

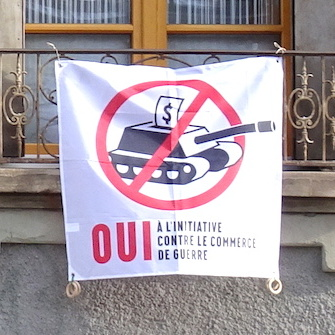
Banner der Volksinitiative «Für ein Verbot der Finanzierung von Kriegsmaterialproduzenten».

Die eidgenössische Volksinitiative «Für ein Verbot der Finanzierung von Kriegsmaterialproduzenten», auch kurz Kriegsgeschäfte-Initiative genannt, wurde am 21. Juni 2018 von den Jungen Grünen und der Gruppe für eine Schweiz ohne Armee (GSoA) eingereicht. Die Initiative verlangte ein Verbot von Investitionen in Kriegsmaterialproduzenten für die Schweizerische Nationalbank, Stiftungen sowie Einrichtungen der staatlichen und beruflichen Vorsorge. Ausserdem sollte sich der Bundesrat dafür einsetzen, dass auf nationaler und internationaler Ebene entsprechende Bestimmungen auch für Banken und Versicherungen gelten. Die Vorlage wurde am 29. November 2020 von Volk und Ständen abgelehnt.

## Hintergrund
Laut den Initianten stürben jedes Jahr zehntausende Menschen durch Krieg; Millionen würden verletzt. Und gleichzeitig profitierten internationale Rüstungsunternehmen in Höhe von Milliarden Dollar, indem sie Waffen an die Konfliktparteien lieferten. Auch Milliarden Schweizer Franken flössen in dieses blutige Geschäft. Allein im Jahre 2018 investierten Schweizer Finanzinstitute wie die Nationalbank, die Credit Suisse und die UBS neun Milliarden Dollar in Atomwaffen-Produzenten – das seien pro Kopf 1044 Dollar, und dies sei weit mehr als der internationale Durchschnitt. Doch nicht nur ethische Bedenken spielten eine Rolle, sondern auch ökologische. Denn Militär und Krieg gehörten zu den Hauptverursachern, was Treibhausgasemissionen, Feinstaubbelastung und Umweltkatastrophen anbelangt. Allein der Irakkrieg habe laut der NGO Oil Change während vier Jahren 141 Millionen Tonnen CO₂-Emissionen verursacht.

## Chronologie
Die Bundeskanzlei verfügte am 28. März 2017 im Rahmen ihrer formalen Vorprüfung (Art. 68, Art. 69 BPR), dass die Initiative den gesetzlichen Formen entspreche. Der Beginn der Sammelfrist war am 11. April 2017, das Ende am 11. Oktober 2018. Eingereicht wurde die Initiative am 21. Juni 2018; ihr Zustandekommen wurde von der Bundeskanzlei am 18. Juli 2018 verfügt, da die nötigen 100'000 Unterschriften erreicht wurden. Von den insgesamt eingereichten 104'913 Unterschriften waren 104'612 gültig. Am 14. Juni 2019 beantragte der Bundesrat der Bundesversammlung, die Kriegsgeschäfte-Initiative Volk und Ständen ohne direkten Gegenentwurf oder indirekten Gegenvorschlag zur Ablehnung zu empfehlen. Dem leistete die Bundesversammlung am 19. Juni 2020 Folge. In der Volksabstimmung vom 29. November 2020 wurde die Vorlage von Volk und Ständen abgelehnt.

## Initiative

### Initiativtext
1 Der Schweizerischen Nationalbank, Stiftungen sowie Einrichtungen der staatlichen und beruflichen Vorsorge ist die Finanzierung von Kriegsmaterialproduzenten untersagt.
2 Als Kriegsmaterialproduzenten gelten Unternehmen, die mehr als fünf Prozent ihres Jahresumsatzes mit der Herstellung von Kriegsmaterial erzielen. Davon ausgenommen sind Geräte zur humanitären Entminung sowie Jagd- und Sportwaffen und deren zugehörige Munition.
3 Als Finanzierung von Kriegsmaterialproduzenten gelten:
a. die Gewährung von Krediten, Darlehen und Schenkungen oder vergleichbaren finanziellen Vorteilen an Kriegsmaterialproduzenten;
b. die Beteiligung an Kriegsmaterialproduzenten und der Erwerb von Wertschriften, die durch Kriegsmaterialproduzenten ausgegeben werden;
c. der Erwerb von Anteilen an Finanzprodukten, wie kollektiven Kapitalanlagen oder strukturierten Produkten, wenn diese Finanzprodukte Anlageprodukte im Sinne von Buchstabe b enthalten.
4 Der Bund setzt sich auf nationaler und internationaler Ebene dafür ein, dass für Banken und Versicherungen entsprechende Bedingungen gelten.
Art. 197 Ziff. 122
12. Übergangsbestimmung zu Art. 107a (Verbot der Finanzierung von Kriegsmaterialproduzenten)
1 Treten innerhalb von vier Jahren nach Annahme von Artikel 107a durch Volk und Stände die entsprechenden gesetzlichen Bestimmungen nicht in Kraft, so erlässt der Bundesrat die nötigen Ausführungsbestimmungen auf dem Verordnungsweg; diese gelten bis zum Inkrafttreten der gesetzlichen Bestimmungen.

### Initiativkomitee
- Franziska Roth, Nationalrätin SP
- Martin Neukom, Regierungsrat ZH
- Daniel Jositsch, Ständerat SP
- Gabriela Allemann, Präsidentin Evangelische Frauen Schweiz
- Marionna Schlatter, Nationalrätin Grüne
- Thomas Meyer, Autor Wolkenbruchs wunderliche Reise in die Arme einer Schickse
- Julia Küng, Co-Präsidentin Junge Grüne
- Mattea Meyer, Nationalrätin SP
- Sergio Rossi, Professor für Makroökonomie und Geldpolitik
- Lilian Studer, Nationalrätin EVP
- Jean Ziegler, Mitglied UN-Menschenrechtsrat
- Ueli Mäder, Soziologe
- Regula Rytz, Nationalrätin Grüne
- Andreas Nufer, Pfarrer
- Dominic Täubert, Co-Präsident jevp
- Ronja Jansen, Präsidentin JUSO Schweiz
- Linard Bardill, Liedermacher und Geschichtenerzähler
- Alec von Grafenried, Stadtpräsident Bern
- Lise Christ, Slam Poetin
- Balthasar Glättli, Nationalrat, Präsident Grüne Schweiz
- Priska Seiler-Graf, Nationalrätin SP
- Chris von Rohr, Buchautor und Musiker
- Min Li Marti, Nationalrätin SP
- Luzian Franzini, Kantonsrat Alternative – die Grünen Zug
- Jo Lang, Vorstandsmitglied GSoA
- Tamara Funiciello, Co-Präsidentin SP Frauen*, Nationalrätin, Vize-Präsidentin SP Schweiz
- Cédric Wermuth, Nationalrat SP
- James Gruntz, Musiker
- Martina Munz, Nationalrätin SH
- Magdalena Küng, Vorstandsmitglied GSoA
- Samir, Filmemacher
- Amanda Loset, Geschäftsleiterin Solidarité sans frontières
- Baze, Rapper
- Edith Graf-Litscher, Nationalrätin SP
- Dominik Muheim, Kabarettist
- Samira Marti, Nationalrätin SP
- Nadia Kuhn, GSoA-Sekretärin
- Tommy Vercetti, Rapper
- Franziska Ryser, Nationalrätin Grüne
- Beat Züsli, Stadtpräsident Luzern
- Anna Rosenwasser, Geschäftsführerin LOS[10]

### Die Initiative
Schon heute ist die Produktion, der Handel und die Finanzierung von Atomwaffen, chemischen und biologischen Waffen sowie von Streumunition und Antipersonenminen verboten. «Dieses Finanzierungsverbot hat das Parlament aber gezielt so ausgestaltet, dass Institutionen wie Banken, Pensionskassen oder die AHV/IV in international etablierte Aktienfonds investieren können. In diesen Fonds sind teilweise Aktien von Unternehmen enthalten, die neben zivilen Gütern auch Atomwaffen oder Teile davon produzieren. Beispiele für solche Unternehmen sind Airbus oder Boeing, die in erster Linie für ihre Passagierflugzeuge bekannt sind.» Die Initiative ging in zwei Punkten weiter: Das Finanzierungsverbot sollte nicht nur für Produzenten international geächteter Waffen gelten, sondern auch für Kriegsmaterial aller Art. Dazu gehörten beispielsweise Hersteller von Pistolen, Flugabwehrsystemen, Panzern und der einzelnen Bestandteile. Zum anderen sollte auch der Besitz von Aktien und von Fonds, welche diese Aktien enthalten, von Kriegsmaterialproduzenten untersagt sein. Als Kriegsmaterialproduzent gilt eine Unternehmung, sobald sie mehr als fünf Prozent des Jahresumsatzes mit Kriegsmaterial verdient. Explizit aus dieser Regelung ausgenommen wären Geräte zur humanitären Entminung sowie Jagd- und Sportwaffen und deren dazugehörende Munition. Dies beträfe auch Unternehmen, deren massgebliche Vertriebsprodukte zivil sind. Zum Beispiel dürfte, wenn die Initiative angenommen worden wäre, Rolls-Royce-Aktien betroffen sein, denn Rolls-Royce fertigt unter anderem Triebwerke für zivile und militärische Flugzeuge an; und diese Verteidigungssparte macht 20 Prozent seines Jahresumsatzes aus.
Betroffen wären, nebst den bereits erwähnten Pensionskassen, die SNB, die AHV/IV, bekannte Schweizer Rüstungsunternehmen wie die RUAG, Rheinmetall Air Defence AG oder die GDELS-Mowag GmbH. «Oft sind dies KMU aus der Maschinen-, Elektro- und Metallindustrie, die neben zivilen Gütern auch Bestandteile von Kriegsmaterial herstellen oder weiterverarbeiten. So zählen zwei der grossen Schweizer Rüstungsunternehmen gemäss eigenen Angaben rund 3000 Zulieferbetriebe, die je nach Jahresumsatz als Kriegsmaterialproduzenten gelten würden. Abhängig von ihrem Umsatz mit Kriegsmaterial und der konkreten Umsetzung der Initiative könnten diese Schweizer Rüstungsunternehmen und Zulieferbetriebe keine Kredite mehr von einer Schweizer Bank erhalten.» Für die ausländischen Unternehmungen dürften die Investitionen der institutionellen Anleger (SNB, Pensionskassen etc.) nur marginale Auswirkungen haben. Beispielsweise hält die SNB nur 0,4 Prozent Anteile eines Unternehmens, unabhängig vom Sektor.

## Stellungnahmen

### Argumente der Befürworter
Laut den Initianten sorge die Initiative für eine sicherere Welt; denn je mehr Waffen im Umlauf sind, desto schneller kann die Eskalation kleinerer Konflikte erfolgen. Die Omnipräsenz der Waffen habe für die darunter Leidenden zur Folge, dass sie von despotischen Regimen unterdrückt, durch Paramilitärs und Terroristen bedroht sowie aus ihrer Heimat vertrieben würden. Genau deswegen setze die Kriegsgeschäfte-Initiative an der Wurzel des Problems an, indem sie nicht nur die Produktion, sondern auch deren Finanzierung untersagt, sodass weniger Waffen im Umlauf seien – so deren Hoffnung. Mit seinem Vorstoss wollte das Initiativkomitee auch die Neutralität der Schweiz stärken. Die Schweiz setze sich traditionsgemäss für Menschenrechte, Frieden und die Lösung von Konflikten mit diplomatischen Instrumenten ein; dennoch investiere sie Milliarden in Krieg und Waffen. Glaubwürdig neutral sei die Schweiz erst, wenn sie aufhöre, die Neutralität auf die Aussenpolitik zu beschränken, und anfange, die Innen-, Finanz- und Exportpolitik in das Neutralitätsgebot miteinzubeziehen. Denn die Finanzierung von Kriegsmaterialproduzenten verletze eigentlich das Neutralitätsrecht, da die mit Schweizer Geld gekauften Waffen in Konflikten eingesetzt würden. Auch wurde vom Initiativkomitee die ökologische Begründung genannt: Das Militär verschmutze, obzwar es sich nicht im Krieg befinde, mit Manövern und Versiegelungen von Militäranlagen die Umwelt und zerstöre Ökosysteme. Es würden Böden verschmutzt, Trinkwasser verseucht und die Landschaft zerstört. Hinzu komme, dass das Militär Unmengen an finanziellen Mitteln benötige, die für die Bekämpfung der Klimakrise nötig seien. Abrüstung könnte Gelder für Klima- und Umweltschutz zur Verfügung stellen. Zudem herrsche in Wissenschaft und Politik Konsens über die Umsetzbarkeit, welche der Volksinitiative häufig abgestritten werde. Denn häufig werde propagiert, dass die Renditen der Institute der beruflichen und staatlichen Altersvorsorge einbrächen, was sich negativ auf deren Etat auswirke. Dies negierten die Initianten und sagten, wenn die Pensionskassen auf Investitionen in Kriegsmaterial verzichtet und das Portfolio einzig und allein mit nachhaltigen Anlagen betrieben hätten, wäre das Pensionskassenvermögen damals (2018) neun Milliarden höher gewesen.

### Argumente der Gegenseite
Das Nein-Komitee, das aus FDP, SVP, CVP und glp bestand, betonte dagegen, die AHV und die Pensionskassen verlören Geld, denn sie müssten ihre Investitionen auf einzelne Unternehmen beschränken. Mangelnde Diversifikation sei die Folge. Oder aber sie müssten jedes Jahr tausende Unternehmen auf den Umsatz mit Kriegsmaterial prüfen. Die Mehrkosten sowie der bürokratische Aufwand seien immens. Zudem hob das Initiativkomitee die Problematik mit der Bevormundung der SNB vor. Da die Initiative politisch die Investitionsmöglichkeiten der Nationalbank einschränke, gefährde sie die verfassungsmässige Unabhängigkeit (Art. 99 BV) der SNB. Um die zentrale Aufgabe der SNB – die Stabilität des Schweizer Frankens zu gewährleisten – erfüllen zu können, brauche sie volle Handlungsfähigkeit, keinen zusätzlichen Bürokratismus oder willkürliche Quoten. Letztlich schade die Initiative damit dem Schweizer Franken.
Der Bundesrat war in seiner Botschaft vom 14. Juni 2019 der Meinung, dass der Begriff des «Kriegsmaterialproduzenten» derart breit definiert sei, dass eine Umsetzung mit starken Einschränkungen und negativen finanziellen Konsequenzen verbunden wäre. Diese wären speziell für die Pensionskassen und die Compenswiss (Ausgleichsfonds der AHV/IV/EO) ein Problem, denn sie müssten von ihrer heute schon ethischen Anlagestrategie in breit diversifizierte Fonds abweichen und in stark eingeschränkte Anlageprodukte oder Einzelwerte (z. B. Einzelaktien) investieren. Zudem hätte die Initiative auch negative Konsequenzen für die Maschinen-, Elektro- und Metall-Industrie (MEM-Industrie). Wäre die Initiative angenommen worden, hätte sich der Bundesrat – entsprechend Art.107a – für dieselben Bedingungen für Banken und Versicherungen einsetzen müssen, welche für die restliche Industrie gegolten hätten. Das Finanzierungsverbot für besagte Finanzinstitute hätte schwerwiegende Konsequenzen für die Vermögensverwaltung sowie Kreditgeschäfte, weil es einer Bank untersagt wäre, Kredite oder Darlehen an all jene, die mehr als 5 Prozent ihres Jahresumsatzes mit Kriegsmaterial verdient hätten, zu vergeben. Zu der Umsetzung des Finanzierungsverbots auf internationaler Ebene schrieb er folgendes: «Das Finanzierungsverbot auf internationaler Ebene, das die Schweiz anstreben soll, ist nicht realistisch. Weder im Rahmen der Vereinten Nationen noch in anderen internationalen Gremien besteht der Wille für entsprechende Bestrebungen, und eine Umsetzung eines solchen Verbots durch andere Staaten mit einer grossen Industrie ist unwahrscheinlich. Aus diesem Grund bliebe das globale Angebot an Rüstungsgütern auch nach einer Annahme der Initiative unverändert. Eine Annahme der Initiative bliebe in der Folge wirkungslos und würde weder zu einer friedlicheren Welt noch zu weniger Fluchtursachen führen. Trotzdem müsste die Schweiz die wirtschaftlichen Konsequenzen tragen – namentlich bei der Vorsorge.» Der Bundesrat bestritt auch, dass die heutige Praxis mit Kriegsmaterialproduzenten die Neutralität tangiere. Denn der Kern des im Völkerrecht verankerten Neutralitätsrechts sei, dass die Schweiz in einem internationalen bewaffneten Konflikt einen kriegführenden Staat nicht militärisch unterstützen dürfe. Die privatwirtschaftliche Finanzierung sowie jene der staatlichen Vorsorgeinstitute seien vereinbar mit der Neutralität der Schweiz.

## Beratungen im Parlament

### Nationalrat
Die Volksinitiative wurde im Nationalrat während der Frühjahrssession 2020 beraten. Da die Initiative gefährlich, unklar formuliert sei, keinen Beitrag zum Weltfrieden leiste, die Unabhängigkeit der SNB missbrauche, forderte eine Mehrheit der vorberatenden Kommission vom Nationalrat, sie Volk und Ständen zur Ablehnung zu empfehlen. Eine Kommissionsminderheit, bestehend aus Mitgliedern der sozialdemokratischen, grünen und grünliberalen Fraktion, stellte einen Rückweisungsantrag, dessen Auftrag war, einen indirekten Gegenentwurf auszuarbeiten. Dieser sollte das Verbot der indirekten Finanzierung verbotener Waffen stärken und das Finanzierungsverbot der Initiative durch entsprechende Transparenzvorschriften ersetzen. Die grosse Kammer lehnte den Antrag mit 105 zu 87 Stimmen ab. Eine zweite Kommissionsminderheit, welche aus Grünen und Sozialdemokraten bestand, wollte die Initiative Volk und Ständen zur Annahme empfehlen. Doch auch dieser Antrag wurde abgelehnt, und zwar mit 120 zu 71 Stimmen bei zwei Enthaltungen. In der Schlussabstimmung wurde die Volksinitiative vom Nationalrat mit 132 zu 27 Stimmen zur Ablehnung empfohlen.

### Ständerat
Im Ständerat wurde die Volksinitiative während der Sommersession 2020 beraten. Wie auch in der grossen Kammer verlangte die Kommissionsmehrheit, die Initiative zur Ablehnung zu empfehlen. Der Kommissionssprecher betonte, dass der Begriff des «Kriegsmaterialproduzenten» unklar und die Limite von 5 Prozent willkürlich sei. Derselbe Antrag, der auch schon im Nationalrat von den Sozialdemokraten, den Grünen und den Grünliberalen gestellt wurde – dieses Mal war die grünliberale Fraktion nicht an Bord –, kam auch in der kleinen Kammer zur Abstimmung, wo er mit 31 zu 14 Stimmen dezidiert abgelehnt wurde. Eine von Céline Vara (Grüne/NE) angeführte Kommissionsminderheit wollte Volk und Ständen die Initiative zur Annahme empfehlen. Der Rat folgte hingegen der Kommissionsmehrheit und lehnte ihn mit 32 zu 12 Stimmen ab. In der Schlussabstimmung wurde die Volksinitiative vom Ständerat mit 32 zu 13 Stimmen zur Ablehnung empfohlen.

## Volksabstimmung

### Haltungen der Parteien
Von den acht grössten im Nationalrat vertretenen Parteien beschlossen die EVP, die GPS und die SP die Ja-Parole; die FDP, die CVP, die BDP, die SVP, die GLP und die EDU beschlossen dagegen die Nein-Parole.

### Ergebnisse
Die Volksinitiative wurde am 29. November 2020 vom Volk mit 57,5 % zu 42,5 % abgelehnt. Die Stände lehnten sie mit 19,5 Nein zu 3,5 Ja klar ab.
| Kanton                           | Ja (%) | Nein (%) | Beteiligung (%) |
| -------------------------------- | ------ | -------- | --------------- |
| Zürich                           | 45,7 % | 54,3 %   | 49,83 %         |
| Bern                             | 45,2 % | 54,8 %   | 48,27 %         |
| Luzern                           | 36,9 % | 63,1 %   | 47,71 %         |
| Uri                              | 28,8 % | 71,2 %   | 44,43 %         |
| Schwyz                           | 25,8 % | 74,2 %   | 46,92 %         |
| Obwalden                         | 27,4 % | 72,6 %   | 49,51 %         |
| Nidwalden                        | 24,8 % | 75,2 %   | 50,52 %         |
| Glarus                           | 34,0 % | 66,0 %   | 40,19 %         |
| Zug                              | 30,6 % | 69,4 %   | 55,79 %         |
| Freiburg                         | 45,1 % | 54,9 %   | 45,04 %         |
| Solothurn                        | 36,9 % | 63,1 %   | 45,66 %         |
| Basel-Stadt                      | 57,9 % | 42,1 %   | 55,21 %         |
| Basel-Landschaft                 | 42,9 % | 57,1 %   | 45,57 %         |
| Schaffhausen                     | 41,6 % | 58,4 %   | 66,12 %         |
| Appenzell Ausserrhoden           | 36,4 % | 53,6 %   | 50,30 %         |
| Appenzell Innerrhoden            | 28,8 % | 71,2 %   | 41,53 %         |
| St. Gallen                       | 35,7 % | 64,3 %   | 45,33 %         |
| Graubünden                       | 38,8 % | 61,2 %   | 43,62 %         |
| Aargau                           | 36,5 % | 63,5 %   | 42,99 %         |
| Thurgau                          | 33,8 % | 66,2 %   | 44,27 %         |
| Tessin                           | 44,8 % | 55,2 %   | 43,39 %         |
| Waadt                            | 49,2 % | 50,8 %   | 46,81 %         |
| Wallis                           | 33,4 % | 64,6 %   | 45,73 %         |
| Neuenburg                        | 52,6 % | 47,4 %   | 40,99 %         |
| Genf                             | 53,1 % | 46,9 %   | 45,64 %         |
| Jura                             | 55,0 % | 45,0 %   | 40,33 %         |
| Schweizerische Eidgenossenschaft | 57,5 % | 42,5 %   | 46,95 %         |

Der Kanton Nidwalden lehnte die Initiative am klarsten ab (75,2 %); der Kanton Basel-Stadt nahm sie am klarsten an. Die niedrigste Stimmbeteiligung hatte der Kanton Jura (40,33 %).